# Chaski

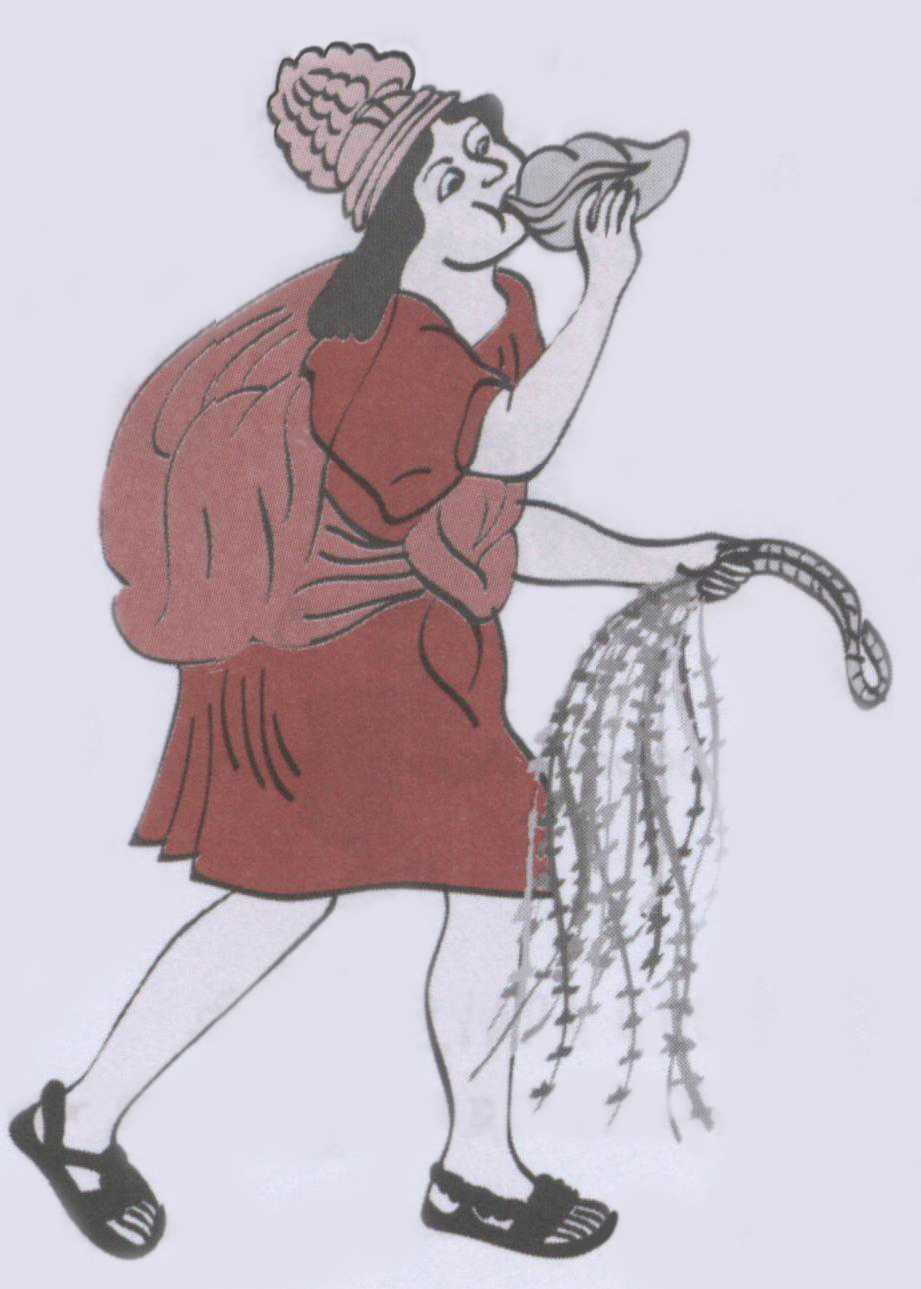
Un chaski s'annonce en jouant du poutoutou (coquille de conque) et tient un quipou (Felipe Guamán Poma de Ayala, 1616).

Les Chasquis (ou Chaskis) étaient des coureurs agiles et hautement entraînés qui transportaient et délivraient des messages, des présents royaux ou autres objets dans tout l'empire Inca, principalement au service du Sapa Inca.

## Équipement
Les nombreux chemins incas se situant à des altitudes de 800 à 5 000 mètres, avec de nombreuses sections en pente parfois raide, les messagers officiels de l'Empire Inca ou chasquis étaient donc des personnes fortes et endurantes. Pour assurer la bonne livraison de leurs colis, elles étaient entraînées à la marche rapide et à la course de distance, et aussi, pour dissuader les attaques, aux techniques de lutte et de défense. Les chasquis étaient équipés de qipi (hottes) sur leur dos pour porter les objets à livrer, et seuls les destinataires avaient le droit de les ouvrir. Les messages étaient codés dans des quipou (systèmes de cordelettes, de couleurs et de nœuds), que seuls les quipucamayocs savaient décoder. Un poutoutou (trompette faite d'une coquille de conque) complétait leur équipement, ce qui rapproche les chasquis des postiers de l'ancien Monde.

## Statut
La personne du chasqui, la qipi et les quipou étaient sacrés et sous la protection directe du Sapa Inca : la peine de mort punissait quiconque aurait attaqué un messager, tenté d'ouvrir sa hotte ou dégradé un quipou. Les chasquis étaient des « fonctionnaires » impériaux, prioritaires sur les chemins incas, nourris et logés dans les tambo, relais et points de repos construits en général à une journée de marche les uns des autres et aux intersections. Les tambo étaient des gîtes fournissant eau et nourriture, mais les plus grands étaient de grandes et confortables auberges.

## Rôle

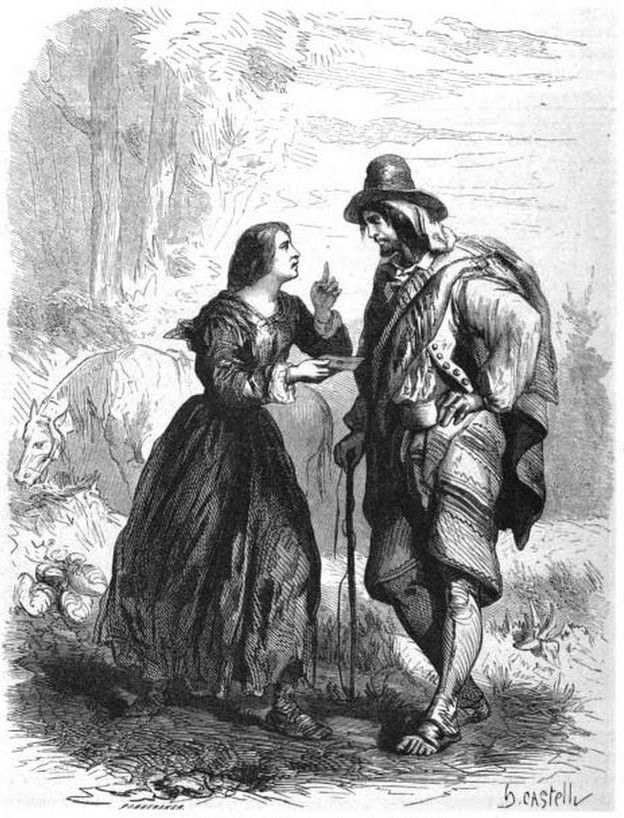
Chasqui de Santiago de l'Estero vers 1840.

Les chasquis parcouraient le réseau routier inca dans les Andes argentines, boliviennes, chiliennes, colombiennes, équatoriennes et péruviennes. Le trajet le plus fréquenté allait de Nazca à Tumbes le long de la côte du Pérou actuel.
Les chasquis se relayaient, ce qui permettait le transport de messages sur de très longues distances en un minimum de temps. Chaque chasqui partait d'un tambo pour rejoindre le suivant où un collègue reposé l'attendait, pour porter le message au tambo suivant et ainsi de suite. Grâce au système des chasquis, un message provenant de Cusco pouvait être livré à Quito en une dizaine de jours, alors que parmi les chasqui porteurs, beaucoup ne quittaient pas leur région, mais faisaient des allers-retours entre deux tambos, ce qui représente tout de même des dizaines de kilomètres avec de fortes dénivellations. Même avec l'arrivée des Espagnols, ce système est resté en vigueur, les Européens ayant été convaincus de l'efficacité de ce service.
S'il y avait du monde sur le chemin ou à l'approche d'un tambo, le chasqui devait s'annoncer en soufflant dans son poutoutou afin qu'on le laisse passer, ou que le collègue devant prendre le relais au tambo soit prêt à partir.
On s'est demandé pourquoi les chasquis n'utilisaient pas la roue, alors que les enfants jouaient avec des cerceaux et que divers jeux consistaient à faire passer une balle à travers un cercle. Il semble que le relief andin et les nombreux ponts en cordes soient la réponse.

## Sources de l'article
- (en) Cet article est partiellement ou en totalité issu de l’article de Wikipédia en anglais intitulé « Chasqui » (voir la liste des auteurs)..
- Vaca de Castro, (es) Relación de los Quipucamayos (1542)
- (en) John Hyslop, The Inka road system, Orlando Academic Press, 1984, 377 p. (ISBN 978-0-12-363460-3, OCLC 10557672, lire en ligne).
- Sébastien Jallade, Qhapaq Ñan : un inventaire géophotographique et documentaire des routes incas, Publication scientifique de l'université Paris-VIII, 2007-2010).
- Ariane Vaneigem, L'Amérique en 1492, Larousse, Paris, mars 1991, p. 163.